# برينر مارلوس
برينر مارلوس (بالبرتغالية: Brenner Marlos Varanda de Oliveira) هو لاعب كرة قدم برازيلي في مركز الهجوم، ولد في 1 مارس 1994 في فارزيا غراندي في البرازيل. لعب مع نادي إنترناسيونال.

## وصلات خارجية
- برينر مارلوس على موقع رابطة كرة القدم اليابانية للمحترفين (اليابانية)
- برينر مارلوس على موقع قاعدة بيانات كرة القدم.إي يو (الإنجليزية)
- برينر مارلوس على موقع Soccerway.com (الإنجليزية)
- برينر مارلوس على موقع عالم كرة القدم.نت (الإنجليزية)